# Moleculă hipervalentă
O moleculă hipervalentă (fenomenul de hipervalență este câteodată cunoscut sub denumirea de octet extins) este o moleculă care conține unul sau mai multe elemente din grupele principale, care aparent au în stratul de valență mai mult de opt electroni. Cele mai comune exemple sunt: pentaclorura de fosfor (PCl5), hexafluorura de sulf (SF6), trifluorura de clor (ClF3), anionul clorit (ClO2−) și anionul triiodură (I3−).
Moleculele hipervalente au fost definite pentru prima dată de către Jeremy I. Musher în anul 1969 ca fiind acele molecule care conțin un atom central aparținând grupelor 15–18, cu orice valență în afara celei obișnuite, inferioare (de exemplu, 3, 2, 1 și 0 pentru grupele 15, 16, 17 și respectiv 18, pe baza regulii octetului).

## Clasificare
Există câteva clase specifice de molecule hipervalente:
- Compuși ai iodului hipervalent, reactivi folositori în chimia organică
- Compuși ai fosforului, siliciului și sulfului tetra-, penta- și hexacoordinat (ex. PCl5, PF5, SF6, sulfurani și persulfurani)
- Compuși ai gazelor nobile (ex. XeF4 și H2XeO4, acid xenic)
- Polifluoruri de halogeni (ex. ClF3 și ClF5)